# Arte pop amazónico
El arte pop amazónico —también conocido como naíf salvaje— es un movimiento artístico contemporáneo que emergió a finales de los años 1990 en Iquitos. El movimiento presenta un intenso cromatismo que se evidencia un gran representación de la experiencia psicodélica de la ayahuasca —un delirante estilo artístico que es visto con fuerza en las obras de Pablo Amaringo. Originalmente, es un arte mural que prominentemente mezcla la colorida cultura amazónica, motivos europeos y personajes comerciales, el cual podría estar influenciado por el arte pop norteamericano cuando la era de televisión por cable llegó a la ciudad, como MTV.
El arte pop amazónico creció con autodidactismo. Principalmente inició de las zonas suburbanas de Iquitos, donde no existía un mercado artístico, ni algún tipo de escuela de arte —debido a eso también es considerada un estilo naíf.
Esencialmente, el arte pop amazónico se originó de varias mezclas de la cultura popular recibida por Iquitos a través de los medios de comunicación, entre ellas carteles de cine, la tipografía del cine de México y la India. Otra característica importante es la estilo visual que se originó de los videos musicales. Comúnmente, en la mayoría de las obras de arte pop amazónico se denota escenarios como discotecas, bares y video-pubs. En otras varias composiciones, también se hace gran presencia de lo femenino y lo erótico.
En el trabajo visual, el arte pop amazónico se divide en dos categorías: las diurnas son pinturas con colores más consistentes y completas, mientras las nocturnas, las más atractivas, son pintadas con material fosforescente —muchas veces tomando formas como colección infinitas de luces de neón— que brillan bajo luz negra o la simple noche.
Actualmente, varios artistas iquiteños se dedican a adornar las arquitecturas rústicas de la ciudad —como chozas y palafitos— en zonas como el Barrio de Belén como un método de expresión artística y proyección cultural. El impacto cultural del arte fue tan atractivo que llega hasta en los cementerios.

## Artistas notables
- Lu.cu.ma[4]
- Luis Sakiray[3]
- Piero[3]
- Ashuco[3]
- Christian Bendayán[3]